# SN 1998cy
SN 1998cy – supernowa odkryta 20 maja 1998 roku w galaktyce A140242-0545. W momencie odkrycia miała maksymalną jasność 19,50m.